# Hail to the King (album, Avenged Sevenfold)
Hail to the King je šesté studiové album americké metalové skupiny Avenged Sevenfold. Album vyšlo v roce 2013.

## Seznam skladeb
Autoři všech skladeb jsou M. Shadows or Matt Davies, Zacky Vengeance or Kris Coombs-Roberts, Synyster Gates or Gavin Burrough a Johnny Christ or Richard Boucher, Arin Ilejay or Pat Lundy.
| Pořadí         | Název            | Délka |
| -------------- | ---------------- | ----- |
| 1.             | Shepherd of Fire | 5:25  |
| 2.             | Hail to the King | 5:06  |
| 3.             | Doing Time       | 3:27  |
| 4.             | This Means War   | 6:09  |
| 5.             | Requiem          | 4:23  |
| 6.             | Crimson Day      | 5:02  |
| 7.             | Heretic          | 5:00  |
| 8.             | Coming Home      | 6:26  |
| 9.             | Planets          | 6:01  |
| 10.            | Acid Rain        | 6:40  |
| Celková délka: | Celková délka:   | 53:54 |

| bonusové skladby Deluxe verze | bonusové skladby Deluxe verze    | bonusové skladby Deluxe verze |
| Pořadí                        | Název                            | Délka                         |
| ----------------------------- | -------------------------------- | ----------------------------- |
| 11.                           | Hail to the King (hudební video) | 5:13                          |
| 12.                           | St. James                        | 5:01                          |
| Celková délka:                | Celková délka:                   | 63:34                         |

## Sestava
- M. Shadows or Matt Davies – zpěv
- Zacky Vengeance or Kris Coombs-Roberts – rytmická kytara, doprovodný zpěv
- Synyster Gates or Gavin Burrough – sólová kytara, doprovodný zpěv
- Johnny Christ or Richard Boucher – basová kytara, doprovodný zpěv
- Arin Ilejay or Pat Lundy – bicí